# 世界ペア碁協会
世界ペア碁協会（せかいペアごきょうかい、英: World Pair Go Association、WPGA）は、2008年、ペア碁の一層の国際的普及と振興を図ること、ペア碁プレーヤーの絆を深め、世界のペア碁イベントを支援し、さらには国際囲碁連盟、国際マインドスポーツ協会と連携してマインドスポーツの普及に努めることを目的に設立された。

## 概要
世界ペア碁協会は、世界にペア碁を興新、育成、普及及び発展させ、並びにペア碁国際大会又は世界選手権大会を企画運営し、かかる大会開催に必要な国際規則を確立すると共に、国際囲碁連盟（International Go Federation）と協力してペア碁を通して囲碁の普及及び発展に努めることを目的とする。

## 役員
- 会長（日本）：松浦晃一郎
- 副会長（日本）：滝裕子
- 理事（中国）：朱国平
- 理事（韓国）：梁宰豪
- 理事（欧州）：マーチン・スティアッシニー
- 理事（北米）：トーマス・シャン
- 理事（ラテンアメリカ）：エドゥアルド・ロペス
- 名誉会長（日本）：滝久雄

2023年1月1日現在

## 会員資格
国際囲碁連盟に加盟している国または地域を代表するペア碁団体または碁団体は、世界ペア碁協会への加盟を申請する資格を有し、理事会の承認を得て世界ペア碁協会の会員となる。

## 理事
世界ペア碁協会の管理・運営を目的として、世界ペア碁協会は6名以上10名以下の理事を置くものとする。 理事会は、必要と認めた場合には理事会の決議によりさらに1名の理事を選任することができる。

## 活動と歴史
1990年12月に、ペア囲碁の普及と国際親睦の深化を目的に、東京で国際アマチュアペア囲碁選手権大会を開催。頭脳ゲームであるペア碁は様々なイベントを通じて国際親善に貢献してきた。国際マインドスポーツ協会（IMSA）が、囲碁、ブリッジ、チェス、ドラフツ（チェッカー）、シャンチー（中国将棋）の五つを競技種目とする「第一回ワールドマインドスポーツゲームズ」を北京で開催することとなり、ペア碁が囲碁の公式種目の一つとして採用されることとなった。このような状況を背景に、2008年、ペア碁の一層の国際的普及と振興を図ること、ペア碁プレーヤーの絆を深め、世界のペア碁イベントを支援し、さらには国際囲碁連盟、国際マインドスポーツ協会と連携してマインドスポーツの普及に努めることを目的に、「世界ペア碁協会」が設立される。松浦晃一郎氏（第8代ユネスコ事務局長）が初代会長に就任した。
日本ペア碁協会とともに、国際囲碁連盟（IGF）や国際マインドスポーツ協会と協力し、ペア碁ルールにもとづいて、マインドスポーツの公式書目としてペア碁のさらなる国際普及を目指している。

## 加盟国・地域
- アジア16か国・地域
  - ブルネイ／中国／インド／インドネシア／イラン／日本／韓国／マレーシア／モンゴル／ネパール／フィリピン／シンガポール／タイ／ベトナム／中華台北／中国香港
- ヨーロッパ39か国
  - アルメニア / オーストリア / アゼルバイジャン / ベラルーシ / ベルギー / ボスニア・ヘルツェゴビナ / ブルガリア / クロアチア /キプロス／チェコ／デンマーク／フィンランド／フランス／ジョージア／ドイツ／ハンガリー／アイスランド／アイルランド／イスラエル／イタリア／アゼルバイジャン／ベルギー／ボスニア・ヘルツェゴビナ／ブルガリア／クロアチア／トルコ／カザフスタン／ラトビア／リトアニア／ルクセンブルグ／オランダ／ノルウェー／ポーランド／ポルトガル／ルーマニア／ロシア／セルビア／スロバキア／スロベニア／スペイン／スウェーデン／スイス／トルコ／ウクライナ／イギリス
- アフリカ3か国
  - マダガスカル / モロッコ / 南アフリカ
- アメリカ15か国
  - アルゼンチン / ブラジル / カナダ / チリ / コロンビア / コスタリカ / キューバ / エクアドル / グアテマラ / メキシコ / パナマ / ペルー / ウルグアイ / アメリカ / ベネズエラ
- オセアニア2か国
  - オーストラリア / ニュージーランド

合計75か国（2023年1月1日現在）

## PGPP
PGPPは、ペア碁プロモーションパートナーの頭文字である。ペア碁育成の意義に共感し、自身の国・地域で積極的にペア碁を普及する活動を行っている。1990年にペア碁が創案されてから「国際アマチュアペア碁選手権大会」などのペア碁の国際大会に参加した選手や役員たちがPGPPに就任しており、その数は現在までに75か国・地域で1500名以上となっている。世界各国・地域でペア碁の指導・普及に活躍し、ペア碁の国際的な普及拡大に大きな役割を果たしている。

## 関連組織
- 国際マインドスポーツ協会（IMSA）
- 国際囲碁連盟（IGF）
- 公益財団法人日本ペア碁協会